# マーガレット・クライン・サラモン
マーガレット・クライン・サラモン（Margaret Klein Salamon、1986年 - ）は、アメリカ合衆国の環境活動家。気候緊急基金の事務局長を務めている。

## 略歴
サラモンは1986年にミシガン州アナーバーで生まれた。2014年にはThe Climate Mobilizationを共同設立し、気候問題の重要性のアピールを開始。2021年には気候緊急基金の事務局長に就任した。気候緊急基金はジャスト・ストップ・オイルに資金提供しており、サラモンは2022年10月14日に発生したジャスト・ストップ・オイルのメンバーによる絵画『ひまわり』へのトマトスープ缶の中身の投げつけを「過去8年間の気候運動活動で一番成功した」と高く評価している。